# Calendário hindu

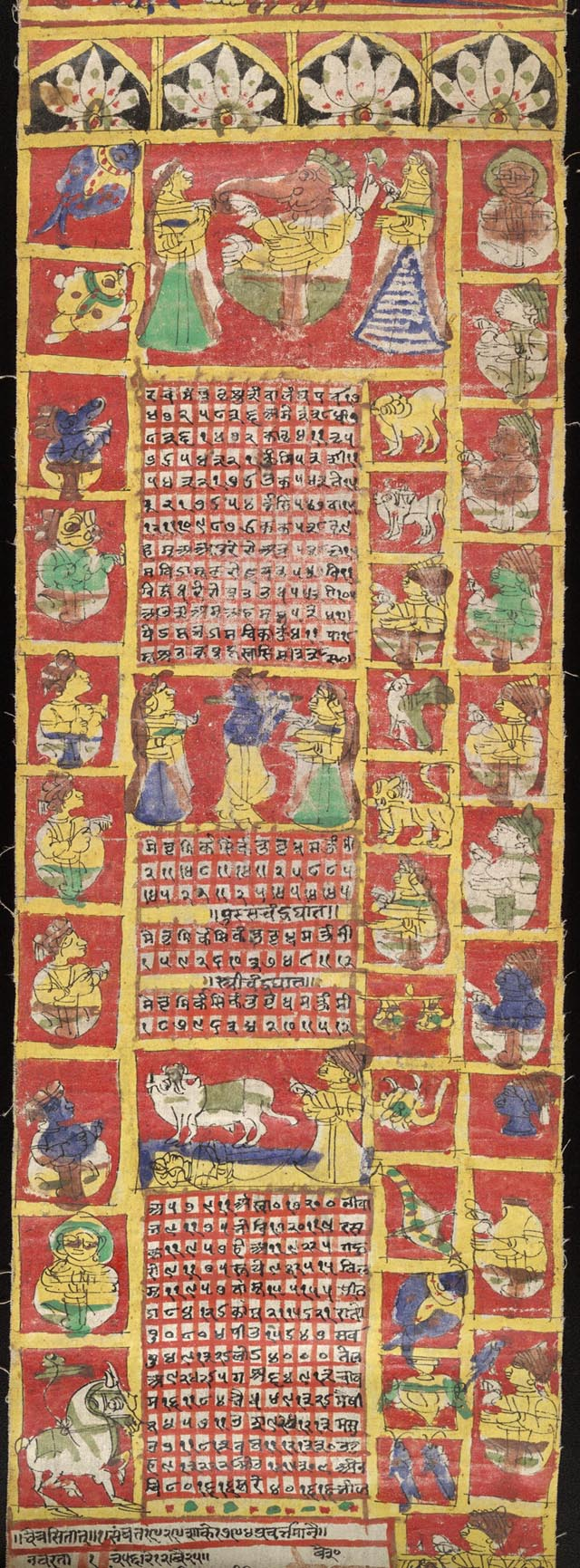
Ilustração contando o calendário Hindu do ano de 1871-72

O calendário hindu ou panchangue refere-se a um conjunto de vários calendários lunissolares que são tradicionalmente usados no subcontinente indiano e no sudeste da Ásia, com outras variações regionais para fins sociais e religiosos hindus. Adotam um conceito subjacente semelhante para cronometragem com base no ano sideral para o ciclo solar e ajuste dos ciclos lunares a cada três anos, no entanto, também diferem em sua ênfase relativa ao ciclo da lua ou ao ciclo do sol e os nomes dos meses e quando consideram a data do Ano Novo. Dos vários calendários regionais, os calendários hindus mais estudados e conhecidos são o Xalivaana Xaca encontrado na região de Decão do sul da Índia, Vicrão Sanvate (Vikram Samvat, Bicrami) encontrado no Nepal, regiões norte e central da Índia, o calendário tâmil usado em Tâmil Nadu - todos dos quais enfatizam o ciclo lunar. Seu Ano Novo começa na primavera. Em contraste, em regiões como Querala, o ciclo solar é enfatizado e isso é chamado de calendário Malaialão, seu Ano Novo começa no outono, e estes têm origem na segunda metade do primeiro milênio d.C. Um calendário hindu às vezes é conhecido como Panchangão (Panchangam; पञ्चाङ्ग), que também é conhecido como Panjica no leste da Índia.

## Meses
| #  | Calendário Hindu Solar |
| -- | ---------------------- |
| 1  | meṣa                   |
| 2  | vṛṣabha                |
| 3  | mithuna                |
| 4  | karkaṭa                |
| 5  | siṃha                  |
| 6  | kanyā                  |
| 7  | tulā                   |
| 8  | vṛścik‌‌‌a                |
| 9  | dhanu                  |
| 10 | makara                 |
| 11 | kumbha                 |
| 12 | mīna                   |

| #  | Calendário Hindu Lunar |
| -- | ---------------------- |
| 1  | chaitra                |
| 2  | vaiśākha               |
| 3  | jyaiṣṭha               |
| 4  | āṣāḍha                 |
| 5  | śrāvaṇa                |
| 6  | bhādrapada             |
| 7  | āśvina                 |
| 8  | kārtika                |
| 9  | mārgaśīrṣa             |
| 10 | pauṣa                  |
| 11 | māgha                  |
| 12 | phālguna               |

| #  | Calendário Nacional Indiano | Calendário Gregoriano |
| -- | --------------------------- | --------------------- |
| 1  | chaitra                     | março-abril           |
| 2  | vaishākha                   | abril-maio            |
| 3  | jyaishtha                   | maio-junho            |
| 4  | āshādha                     | junho-julho           |
| 5  | shrāvana                    | julho-agosto          |
| 6  | bhādrapada                  | agosto-setembro       |
| 7  | āshwin                      | setembro-outubro      |
| 8  | kārtika                     | outubro-novembro      |
| 9  | agrahayana                  | novembro-dezembro     |
| 10 | pausha                      | dezembro-janeiro      |
| 11 | māgha                       | janeiro-fevereiro     |
| 12 | phālguna                    | fevereiro-março       |

## Semana
| #      | Sânscrito                      | Híndi      | Português     | Tradução                      |
| ------ | ------------------------------ | ---------- | ------------- | ----------------------------- |
| 1      | ravivāsara ou aditya vāsara    | ravivār    | domingo       | dia do Sol                    |
| 2      | somavāsara                     | somavār    | segunda-feira | dia da Lua                    |
| 3      | maṅgalavāsara ou bhaumavasara  | maṅgalavār | terça-feira   | dia de Marte                  |
| 4      | budhavāsara ou saumya vasara   | budhavāra  | quarta-feira  | dia de Mercúrio               |
| 5      | guruvāsara ou brhaspati vāsara | guruvār    | quinta-feira  | dia de Júpiter ou dia do Guru |
| 6      | śukravāsara                    | śukravār   | sexta-feira   | dia de Vênus                  |
| Sábado | śanivāsara                     | śanivār    | sábado        | dia de Saturno                |